# AI Velorum
AI Velorum eller HD 69213, är en ensam stjärna belägen i den mellersta delen av stjärnbilden Seglet. Den har en genomsnittlig skenbar magnitud av ca 6,56 och är mycket svagt synlig för blotta ögat där ljusföroreningar ej förekommer. Baserat på parallax enligt Gaia Data Release 3 på ca 9,97 mas, beräknas den befinna sig på ett avstånd på ca 327 ljusår (100 parsek) från solen. Den rör sig bort från solen med en heliocentrisk radialhastighet på ca 9 km/s.

## Observation

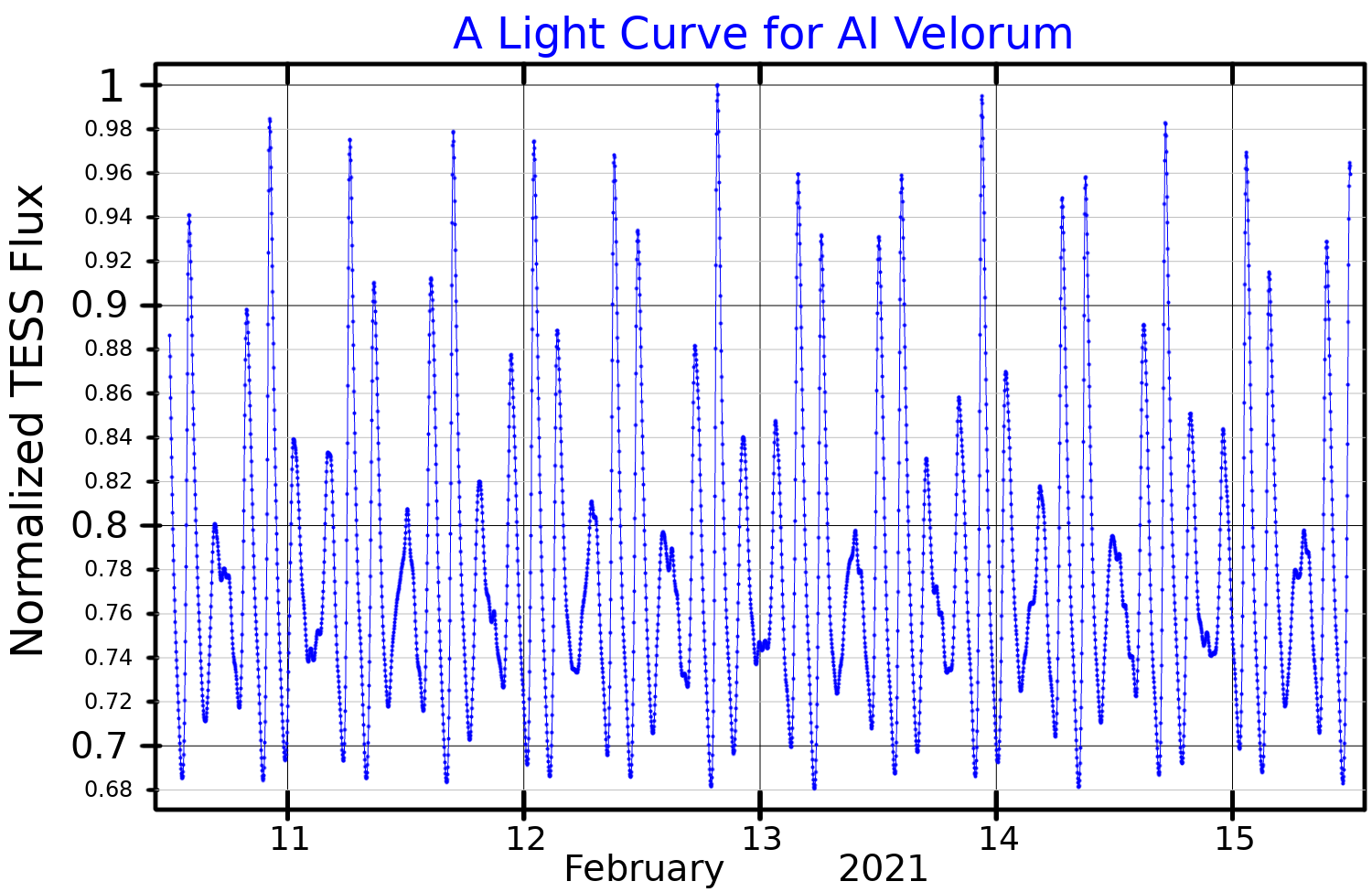
Ljuskurva för AI Velorum, anpassad från NASA:s TESS-data

Variabiliteten hos AI Velorum tillkännagavs av Ejnar Hertzsprung 1931. Han fann en period på cirka 2,67 timmar, även om den perioden senare ansågs tveksam. År 1937 fann F. Zagar oregelbundna variationer i ljuskurvan. T. Walraven klassificerade den som en RR Lyrae-stjärna 1952 och föreslog att den kan ha två perioder som stör varandra. Primärperioden visade sig vara 2,678 timmar medan den sekundära är 2,069 timmar. Tillsammans skapar deras störningar en beatperiod på 9,100 timmar. Höjden på maximum visade sig vara större än djupet på minimum, vilket kan vara resultatet av chockvågor som ökar ljusemissionen.
Som en RR Lyrae-variabel bör AI Velorum vara en utvecklad stjärna med låg massa. Men M. Breger noterade 1977 att perioden och ytgravitationen visade en matchning med Delta Scuti-stjärnor från samma period. Tillsammans med rymdhastigheten antydde dessa att det istället är en normal stjärna med hög massa som tillhör den yngre populationen I. År 1985 fanns det vissa bevis för en ökning under den andra perioden med 10-5. Åtminstone två ytterligare periodiciteter identifierades av Walraven et el. 1992.

## Egenskaper
Primärstjärnan AI Velorum är en vit till blå underjättestjärna på väg bort från huvudserien av spektralklass A9 IV/V. Den har en massa som är ca 1,6 solmassor, en radie på ca 2,9 solradier och utsänder från dess fotosfär energi motsvarande 20 gånger solen vid en effektiv temperatur av ca 7 500 K. Stjärnan är en prototyp för en klass av Delta Scuti-variabler med hög amplitud. Dess skenbara magnituden varierar från 6,15 till 6,76.